# Fossa comune di Tezno

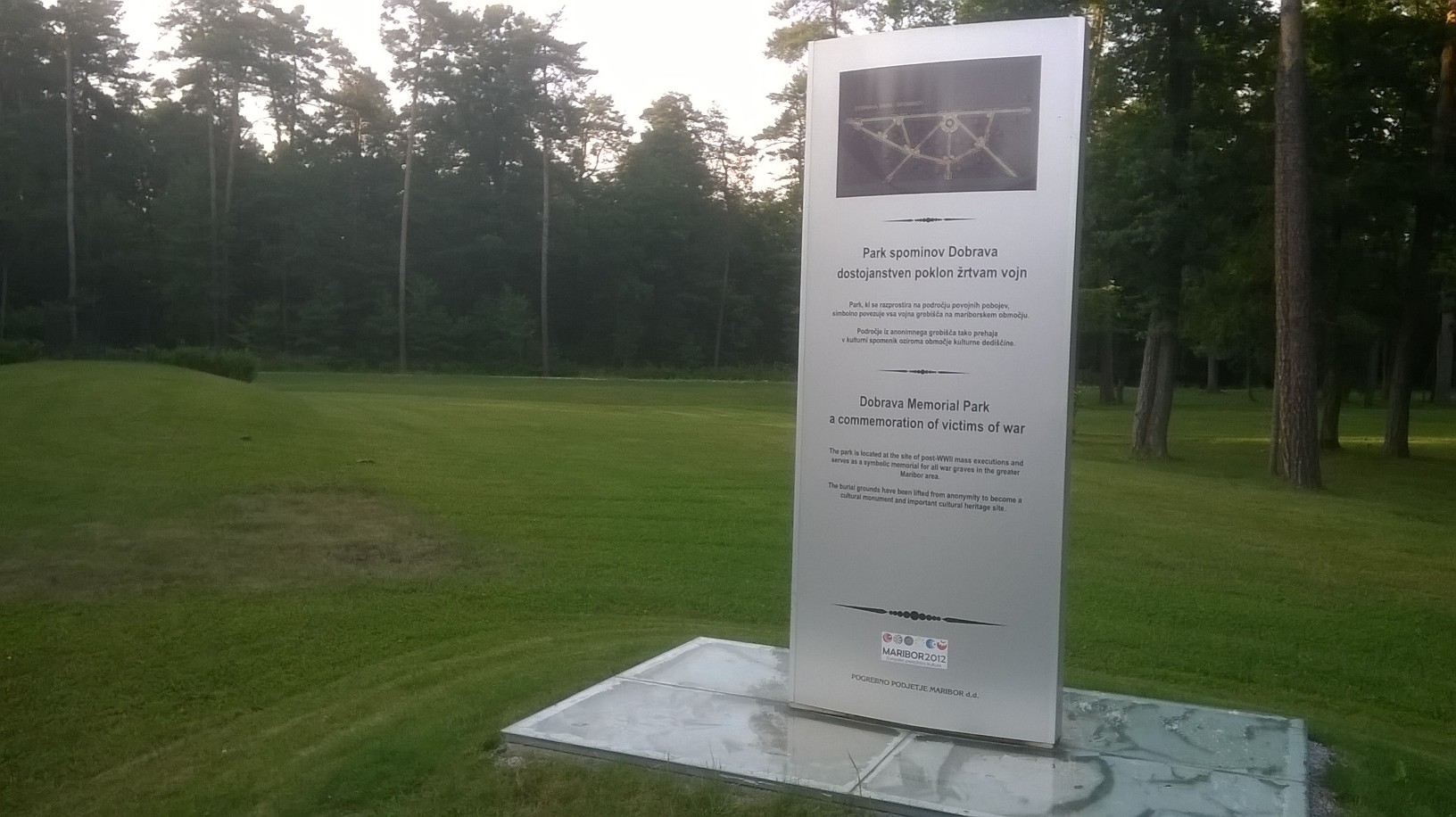
Memoriale a Tezno

La fossa comune di Tezno, alla periferia di Maribor, nell'odierna Slovenia, è una trincea anticarro scavata dai tedeschi, in origine lunga 1 km e larga 3-4 metri, in cui si stima siano stati occultati i resti di 15.000 ustascia e domobrani croati prigionieri di guerra e di civili al loro seguito, vittime di esecuzioni sommarie di massa operate in loco dai partigiani comunisti iugoslavi subito dopo la fine della seconda guerra mondiale.

## Riscoperta
Nell'estate del 1999, nel corso di lavori per la costruzione dell'autostrada A1 nella foresta di Tezno, gli operatori si imbatterono in un tratto della fossa di circa 60 metri di lunghezza, in cui vennero portati alla luce i resti di 1.179 corpi. Nel 2007 delle trivellazioni di prova eseguite dalla Commissione per fosse comuni nascoste in Slovenia determinarono che altri 900 metri della trincea contenevano resti umani e venne stimato un totale di 15.000 vittime..

## Contesto storico
La maggioranza degli uccisi era reduce da una logorante "marcia della morte" partita da Bleiburg alla metà di maggio 1945, cui era seguita una breve detenzione in campi di concentramento, creati in origine dai tedeschi e utilizzati in seguito dai partigiani per imprigionarvi anche soldati italiani e sloveni della minoranza tedesca.
Si tratta di una delle numerose stragi avvenute in territorio sloveno subito dopo la fine della seconda guerra mondiale ad opera di reparti scelti dei partigiani comunisti di Tito (che tra gennaio e marzo del 1945 si erano riorganizzati in "Esercito nazionale jugoslavo"), dell'OZNA e del KNOJ. Ne furono vittime prigionieri di guerra, ex-collaborazionisti ed anche civili, catturati al seguito delle truppe collaborazioniste o prelevati dalle loro case in quanto considerati elementi ostili al nuovo assetto politico. Operazioni simili erano del resto già avvenute nei territori in precedenza liberati dall'occupazione tedesco-italiana. Si stima che solo nel territorio dell'attuale Slovenia le vittime siano state 100.000 e al 2008 vi sono stati individuati 581 luoghi di sepoltura, la cui individuazione è stata perseguita su larga scala solo dopo la dissoluzione della repubblica jugoslava.
Nel giugno 2010 il presidente croato Ivo Josipović rese omaggio alle vittime.